# Andrzej Iwan
Andrzej Iwan (10. listopadu 1959 Krakov – 27. prosince 2022 Krakov) byl polský fotbalista, útočník. V roce 1987 byl vyhlášen polským fotbalistou roku.

## Fotbalová kariéra
V polské nejvyšší soutěži hrál za Wislu Krakov a Górnik Zabrze, získal čtyři mistrovské tituly. Dále hrál v Německu za VfL Bochum a v Řecku za Aris Soluň. V Poháru mistrů evropských zemí nastoupil ve 12 utkáních a dal 1 gól, V Poháru vítězů pohárů nastoupil ve 3 utkáních a dal 3 góly a v Poháru UEFA nastoupil ve 2 utkáních. Za reprezentaci Polska nastoupil v roce 1978-1987 ve 29 utkáních a dal 11 gólů. Byl členem polské reprezentace na Mistrovství světa ve fotbale 1978, nastoupil ve 2 utkáních. Byl členem polské reprezentace na Mistrovství světa ve fotbale 1982, nastoupil ve 2 utkáních.

## Ligová bilance
| Ročník                               | Zápasy | Góly | Klub          |
| ------------------------------------ | ------ | ---- | ------------- |
| Ekstraklasa 1975/76                  | 2      | 0    | Wisla Krakov  |
| Ekstraklasa 1976/77                  | 15     | 2    | Wisla Krakov  |
| Ekstraklasa 1977/78                  | 28     | 6    | Wisla Krakov  |
| Ekstraklasa 1978/79                  | 13     | 4    | Wisla Krakov  |
| Ekstraklasa 1979/80                  | 30     | 11   | Wisla Krakov  |
| Ekstraklasa 1981/81                  | 28     | 11   | Wisla Krakov  |
| Ekstraklasa 1981/82                  | 27     | 14   | Wisla Krakov  |
| Ekstraklasa 1982/83                  | 15     | 8    | Wisla Krakov  |
| Ekstraklasa 1983/84                  | 24     | 11   | Wisla Krakov  |
| Ekstraklasa 1984/85                  | 16     | 2    | Wisla Krakov  |
| Ekstraklasa 1985/86                  | 24     | 9    | Górnik Zabrze |
| Ekstraklasa 1986/87                  | 28     | 9    | Górnik Zabrze |
| Ekstraklasa 1987/88                  | 15     | 3    | Górnik Zabrze |
| Německá fotbalová Bundesliga 1987/88 | 16     | 2    | VfL Bochum    |
| Německá fotbalová Bundesliga 1988/89 | 14     | 0    | VfL Bochum    |
| Ekstraklasa 1989/90                  | 3      | 0    | Górnik Zabrze |
| Řecká Superliga 1989/90              | 15     | 0    | Aris Soluň    |
| Řecká Superliga 1990/91              | 15     | 2    | Aris Soluň    |
| Ekstraklasa 1991/92                  | 1      | 0    | Górnik Zabrze |
| CELKEM 1. liga                       | 329    | 94   |               |